# Lomba (Gondomar)
Lomba é uma povoação portuguesa sede da Freguesia de Lomba do Município de Gondomar, freguesia com 13,7 km² de área e 1284 habitantes (censo de 2021), tendo, por isso, uma densidade populacional de 93,7 hab./km².
Até 1807, data em que passou a freguesia independente, o seu território pertenceu à Freguesia de Melres.

## Demografia
A população registada nos censos foi:
| Distribuição da População por Grupos Etários | Distribuição da População por Grupos Etários | Distribuição da População por Grupos Etários | Distribuição da População por Grupos Etários | Distribuição da População por Grupos Etários |
| -------------------------------------------- | -------------------------------------------- | -------------------------------------------- | -------------------------------------------- | -------------------------------------------- |
| Ano                                          | 0-14 Anos                                    | 15-24 Anos                                   | 25-64 Anos                                   | > 65 Anos                                    |
| 2001                                         | 325                                          | 255                                          | 851                                          | 280                                          |
| 2011                                         | 216                                          | 182                                          | 792                                          | 315                                          |
| 2021                                         | 88                                           | 145                                          | 666                                          | 385                                          |

## Património
- Igreja de Santa Maria (matriz)
- Casa de Sante
- Quintas da Lomba e da Brasileira
- Miradouro de Labercos
- Praia
- Vestígios arqueológicos